# Pneumercator
El Pneumercator es un instrumento de medida diseñado para poder proporcionar una indicación remota de los contenidos de los tanques de almacenamiento ventilados que contienen líquidos dentro de un amplio abanico de viscosidades. Se utiliza tanto en la industria como a bordo de los barcos.

## Descripción
El Pneumercator fue inventado por Harry S. Parks, de Filadelfia, Pan., Con la intención de suministrar un aparato para mesurar con extrema precisión la profundidad y el volumen de los líquidos contenidos en depósitos, embalses, etc.,  y registrar esta medida a un lugar adecuado y a cualquier distancia de este depósito o embalse.
Fue fabricado en varios modelos para cumplir los requisitos de cada aplicación, todos los cuales funcionan con el mismo principio y constan fundamentalmente de los mismos elementos.
Estos elementos son:
1. (1) Un cuarto de equilibrio
2. (2) Un manómetro de mercurio, calibrado en pie y pulgadas y las unidades correspondientes de peso o volumen;
3. (3) Una bomba u otro medio de suministro de aire a presión;
4. (4) Una válvula de control, directamente conectada al manómetro de mercurio y también conectada con un conmutador, a través de unas pequeñas cañerías, al cuarto de equilibrio y a la bomba de aire.

La figura 1 muestra un diagrama de las partes que lo componen, y la figura 2 un detalle de la válvula de control.
Al colocar la palanca de la válvula de control en las diferentes posiciones, la conexión se hace exclusivamente:
(A) entre de balance y la bomba de aire,
{B) entre el cámara de balance y el manómetro,
(C) la lectura del manómetro de la columna de mercurio se puede poner a cero sin perder la presión del conjunto